# Ernest Hamel

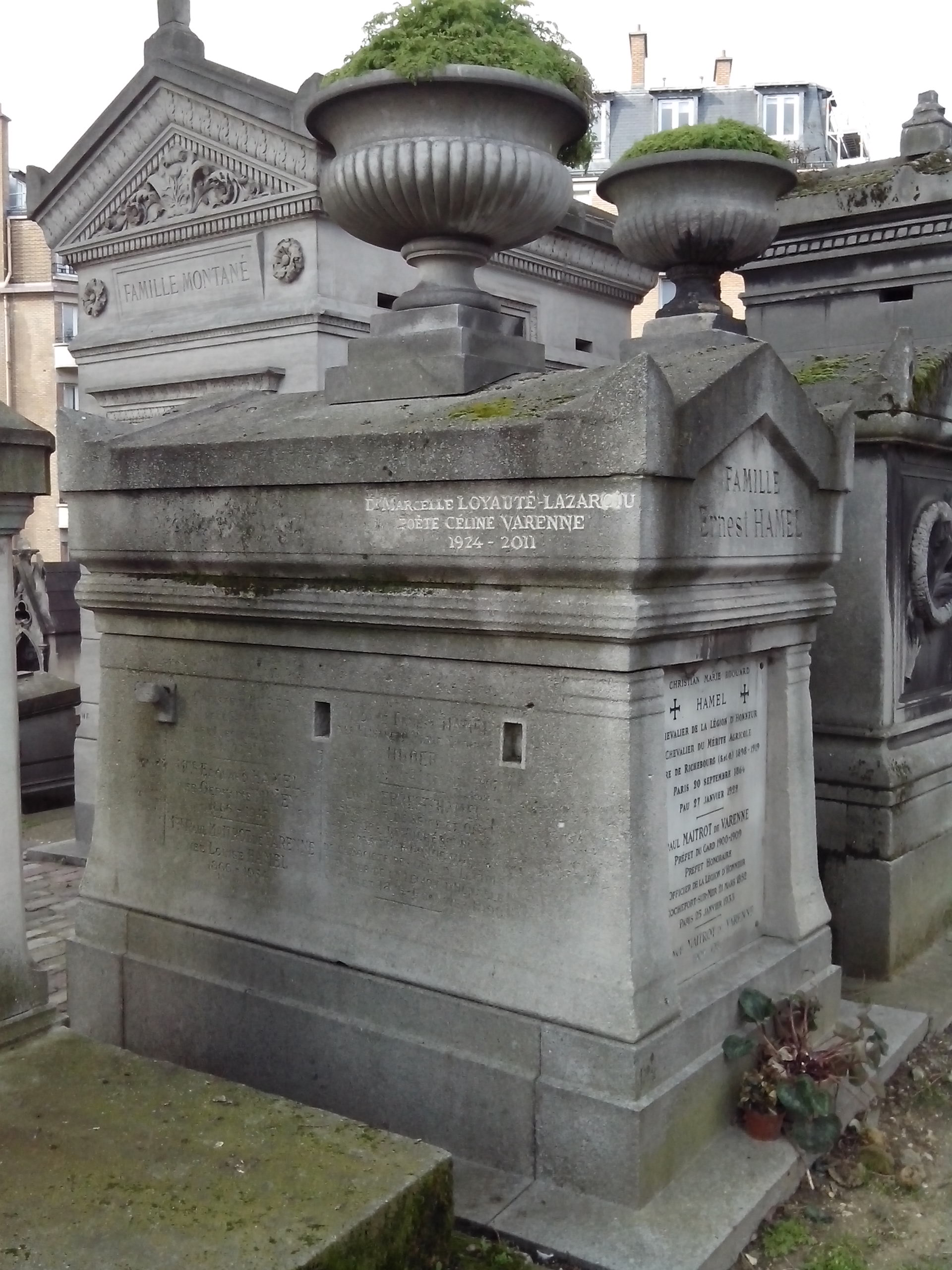
Túmulo no Cemitério do Père-Lachaise.

Louis Ernest Hamel (Paris, 2 de Julho de 1826 — Paris, 6 de Janeiro de 1898) foi um advogado, escritor, historiador e político francês, adepto das ideias republicanas e democráticas. Publicou uma importante obra de história e análise política da França pós-revolucionária, com destaque para uma biografia política de Maximilien de Robespierre.

## Biografia
Originário da Picardia e aparentado com o gramaticista Charles-François Lhommond, fez os seus estudos secundários no Lycée Henri-IV, de Paris, entre 1835 e 1845, ingressando de seguida na Faculdade de Direito de Paris, que frequentou entre 1845 e 1848.
Terminado o curso, inscreveu-se como advogado, abrindo banca em Paris, mas apaixonado pelas letras e pela história, abandonou a advocacia para se dedicar à investigação histórica e à literatura. Depois de publicar em 1851 Les Derniers chants, uma recolha de poesia, e diversos trabalhos históricos (Étienne Marcel, Le Duc de Guise e Histoire de Maria Tudor), voltou-se para a história da Revolução Francesa, para a biografia de alguns dos seus principais protagonistas e para a então história contemporânea, analisando a política e a sociedade da sua época. Nessa linha publicou uma obra abundante, que inclui a Histoire de Saint-Just, a Histoire de Robespierre, Thermidor, um Précis de l'histoire de la Révolution, La République sous le Directoire et le Consulat, Le Premier Empire, La Restauration e Le Second Empire. A fama que obteve com a sua obra valeu-lhe ser nomeado vice-presidente, presidente e depois presidente honorário da Société des Gens de Lettres.
Professando ideias republicanas e democráticas e a sua simpatia para com os revolucionários, o que o coloca em confronto com a censura do governo de Napoléon III, que ordena a apreensão da sua Histoire de Saint-Just (1859) – reeditada em Bruxelas em 1860 – e ameaça fazer o mesmo em relação à Histoire de Robespierre (1865).
Dedica-se também ao jornalismo, passando a escrever em diversos jornais oposicionistas, entre os quais Le Courrier du Limanche, Le Siècle, l'Opinion nationale, la Presse libre, la Réforme e la Revue contemporaine. A 27 de Outubro de 1876, fundou com Louis Blanc o periódico l'Homme libre, jornal do qual foi director político em 1877 e que desapareceria ao fim de alguns meses.
Entretanto candidatava-se a diversas eleições, sendo invariavelmente batido nas urnas. Foi candidato na circunscrição eleitoral de Péronne, no Somme, em 1857, onde foi vencido pelo candidato oficial Dr. Henri Conneau, médico de Napoleão III. Em 1863, obteve 5 000 votos depois de uma campanha que ele centrou sobre uma proposta de revogação da lei de segurança interna do Segundo Império, a instrução pública gratuita e obrigatória, as regras de inscrição municipal e a liberdade de imprensa e de reunião. Apesar do bom resultado, não foi eleito.
Durante a Guerra franco-alemã de 1870, serviu como soldado num batalhão de franco-atiradores e na Guarda Nacional parisiense.
Depois da proclamação da República Francesa, foi candidato nas listas republicanas apresentadas no departamento de Somme nas eleições de 8 de Fevereiro de 1871, mas foi derrotado pela lista conservadora. Mas apesar do insucesso, foi eleito para o Conseil général de la Somme no cantão de Moreuil, lugar que ocupou até 1876. Foi novamente derrotado nas eleições legislativas de 20 de Fevereiro de 1876, nas quais concorreu pela circunscrição eleitoral de Montdidier, obtendo 7 370 votos contra 8 737 votos no candidato moderado do centro-esquerda. Deixou então o Somme e conseguiu fazer-se eleger conselheiro municipal no 12.º Arrondissement (bairro) de Paris de 1878 a 1887. Depois foi eleito presidente da Câmara de Richebourg, próximo de Houdan.
Depois de um fracasso eleitoral aquando de uma eleição senatorial parcial em Seine-et-Oise, realizada a 10 de Janeiro de 1892, foi eleito a 9 de Outubro seguinte em substituição de Léon Journault, senador de Seine-et-Oise, com 746 votos de entre os 1 347 sufrágios expressos.
Inscrito nos grupos da Union républicaine e da Gauche républicaine (esquerda republicana) e depois no Parti républicain, radical et radical-socialiste (grupo republicano radical), interveio no Sénat (Senado) em múltiplos domínios e participou nos trabalhos de numerosas comissões, tendo presidido à comissão parlamentar dos Assuntos Artísticos e Literários (Commission artistique et littéraire).
Faleceu em Paris com 71 anos de idade.

## Obras publicadas
- La Liberté, hymne au peuple français, Paris, Imprimerie de J. Frey, 1848, II-16 p.
- Concours pour l'auditorat au Conseil d'État. Du Système de revenus publics adopté par l'Assemblée constituante de 1789, et du système de revenus publics tel qu'il existait au 1.er janvier 1848. Thèse par Ernest Hamel, Paris, Imprimerie de Lacour, 1849, 30 p.
- Derniers chants, Paris, Garnier frères, 1851, 306 p.
- Les Principes de 1789 et les titres de noblesse, Paris, Ledoyen, 1858, 63 pages
- Histoire de Saint-Just député à la Convention nationale, Paris, Poulet-Malassis et de Broise, 1859, 628 pages
- Lhomond et sa statue, Paris, E. Dentu, 1860, 36 p.
- Victor Hugo, Paris, Imprimerie de L. Tinterlin, 1860, 35 p.
- Marie la Sanglante, histoire de la grande réaction catholique sous Marie Tudor, précédée d'un Essai sur la chute du catholicisme en Angleterre, Paris, Poulet-Malassis, 1862, 2 vol.
- Histoire de Robespierre: d'après des papiers de famille, les sources originales et des documents entièrement inédits, Paris, A. Lacroix, Verboeckhoven et Cie, 1865-1867, 3 vol. (rééd. Paris, Cinqualbre puis librairie de L'écho de la Sorbonne, 1878, 3 vol., et Paris, Ledrappier, 1987, 3 tomes en 2 vol.)
- La Statue de J.-J. Rousseau, A. Faure, 1868, 362 pages
- M. Michelet historien, Paris, E. Dentu, 1869, 28 pages
- Histoire de France depuis la Révolution jusqu'à la chute du second Empire, Paris, Pagnerre, 1870-1891, 7 vol., comprenant:
  - Précis de l'histoire de la révolution française, Pagnerre, 1870, 559 pages
  - Histoire de la République française sous le Directoire et sous le Consulat faisant suite au Précis de l'histoire de la Révolution 1872
  - Histoire du premier Empire : faisant suite à l'histoire de la République sous le Directoire et le Consulat, Paris, E. Dentu, 1882, VIII-828 pages
  - Histoire de la restauration : faisant suite à l'Histoire du premier empire, avril 1814-juillet 1830, Flammarion, 1887
  - Histoire de règne de Louis-Philippe: faisant suite à l'histoire de la Restauration, juillet 1830-février 1848, Jouvet, 1889-1890, 2 vol.
  - Histoire de la seconde République, faisant suite à l'Histoire du règne de Louis-Philippe. Février 1848-Décembre 1851, 1891
- Lettre sur l'instruction primaire et les instituteurs, Amiens, Progrès de la Somme, 1872, 23 pages
- Les Origines de la Révolution, Paris, Librairie de la Bibliothèque nationale, 1872, 191 p.
- Histoire des deux conspirations du général Malet, Librairie de la Société des Gens de Lettres, 1873, X-310 pages
- Histoire illustrée du second Empire, précédée des événements de 1848 à 1852, Paris, Degorce-Cadot, 1873-1874, 3 tomes en 2 vol.
- Souvenirs de l'homme libre. La politique républicaine, E. Dentu, 1878, 336 pages
- Thermidor : d'après les sources originales et les documents authentiques, avec un portrait de Robespierre gravé sur acier, Paris, Flammarion, 1891, 363 pages
- La Maison de Robespierre, Paris, A. Charles, 1895, 32 pages
- Euloge Schneider, Paris, H. Champion, 1898, 60 pages